# DJ Hero

Avatares de Daft Punk em DJ Hero

DJ Hero é um jogo musical desenvolvido pela FreeStyleGames e publicado pela Activision. Nele, você pode tocar (como um DJ) eletronica, house, techno, hip hop e um pouco de pop.
Foi lançado na América do Norte a 27 de outubro de 2009 e foi lançado na Europa a 27 de outubro de 2009 para a PlayStation 2, PlayStation 3, Wii e para a Xbox 360.
DJ Hero é parecido com o Guitar Hero, a diferença que ele simula o Turntablism, técnica de DJs.

## Músicas
- 2Pac - "All Eyez On Me" vs. The Verve - "Bittersweet Symphony (Instrumental)
- 50 Cent - "Disco Inferno" vs. David Bowie - "Let's Dance"
- 50 Cent - "Disco Inferno" vs. InDeep - "Last Night A DJ Saved My Life"
- Afrika Bambaataa - "Zulu Nation Throwdown" vs. Freedom Express - "Get Down"
- Beastie Boys - "Here's A Little Somethin' For Ya" vs. DJ Shadow - "The
- Number Song (2009 Version)" (Produced and mixed by DJ Shadow)
- Beastie Boys - "Intergalactic" vs. Blondie - "Rapture"
- Beastie Boys - "Lee Majors Come Again" vs. Daft Punk - "Da Funk"

(Produced and mixed by Cut Chemist)
- Beck - "Where It's At" vs. DJ Shadow - "Six Days (Remix ft. Mos Def)"
- Bell Biv
- Bell Biv DeVoe - "Poison" vs. Beastie Boys - "Intergalactic" (Produced

and mixed by DJ AM)
- Bell Biv DeVoe - "Poison" vs. Cameo - "Word Up!"
- Benny Benassi - "Satisfaction" vs. Tiesto - "Elements Of Life"
- Billy Squier - "The Big Beat" vs. N.E.R.D. - "Lapdance" (DJ-Guitar mix)
- Black Eyed Peas - "Boom Boom Pow" vs. Benny Benassi - "Satisfaction"
- Bobby "Blue" Bland - "Ain't No Love In The Heart Of The City" vs. 2Pac - "How Do You Want It"
- Bobby "Blue" Bland - "Ain't No Love In The Heart Of The City" vs. Connie Price & The Keystones - "Fuzz And Them"
- Boogie Down Productions - "Jack Of Spades" vs. David Bowie - "Let's Dance" (Produced and mixed by DJ Shadow)
- Chuck Brown & The Soul Searchers - "Bustin' Loose" vs. The Zombies - "Time Of The Season" (Produced and mixed by DJ Shadow)
- Chuck Brown & The Soul Searchers - "Bustin' Loose" vs. Young MC - "Bust A Move"
- Common - "Universal Mind Control (U.M.C.)" vs. Masta Ace - "Jeep Ass Gutter (Aaron LaCrate & Debonair Samir RMX)" (Produced and mixed by The Scratch Perverts)

- Cypress Hill - "Insane In The Brain" vs. Classics IV - "Spooky"
- Cypress Hill - "Insane In The Brain" vs. David Axelrod - "The Edge"
- Daft Punk - "Around The World" vs. Young MC - "Bust A Move"
- Daft Punk - "Da Funk" vs. N.A.S.A. - "Strange Enough ft. Karen O, Ol' Dirty Bastard & Fatlip"
- Daft Punk - "Megamix 1"
- Daft Punk - "Megamix 2"
- Daft Punk - "Robot Rock" vs. Hashim - "Al Naafyish (The Soul)" (Produced and mixed by The Scratch Perverts)
- Daft Punk- david guetta-memories
- Daft Punk - "Short Circuit" vs. Boogie Down Productions - "Jack Of Spades"
- Daft Punk - "Television Rules the Nation" vs. No Doubt - "Hella Good"
- David Axelrod - "The Edge" vs. Eric B. & Rakim - "Eric B. Is President"
- Dizzee Rascal - "Fix Up, Look Sharp" vs. DJ Shadow - "Organ Donor (Extended Overhaul)"
- Dizzee Rascal - "Fix Up, Look Sharp" vs. Justice - "Genesis"
- DJ Shadow - "Six Days (Remix ft. Mos Def)" vs. D-Code - "Annie's Horn"
- Eminem - "My Name Is" vs. Beck - "Loser"
- Fedde Le Grand - "Put Your Hands Up For Detroit" vs. Sandy Rivera and David Penn - "I Can't Stop (David Penn Remix)"
- Foo Fighters - "Monkey Wrench" vs. Beastie Boys - "Sabotage" (DJ-Guitar mix)
- Foreigner - "Juke Box Hero" vs. DJ Z-Trip ft. Murs - "DJ Hero" (Produced and mixed by DJ Z-Trip)
- Foreigner - "Juke Box Hero" vs. DJ Z-Trip ft. Murs - "DJ Hero" (DJ-Guitar mix, produced and mixed by DJ Z-Trip)
- Gang Starr - "Just To Get A Rep" vs. Mobb Deep - "Shook Ones, Pt 2" (Produced and mixed by J. Period)
- Gorillaz - "Feel Good Inc." vs. Blondie - "Atomic"
- Grandmaster Flash's - "Boom" vs. "Tap" (Produced and mixed by Grandmaster Flash)
- Grandmaster Flash, DJ Kool, DJ Demo - "Here Comes My DJ" vs. Gary Numan - "Cars" (Produced and mixed by Grandmaster Flash)
- Gwen Stefani - "Hollaback Girl" vs. Gorillaz - "Feel Good Inc."
- Gwen Stefani - "Hollaback Girl" vs. InDeep "Last Night A DJ Saved My Life" (Produced and mixed by DJ AM)
- Gwen Stefani - "Hollaback Girl" vs. Rick James - "Give It To Me"
- Herbie Hancock - "Rockit" Beat Juggle
- Herbie Hancock - "Rockit" vs. N.E.R.D. - "Lapdance" (Produced and mixed by Grandmaster Flash)
- InDeep - "Last Night A DJ Saved My Life" vs. Cameo - "Word Up!"
- Jackson 5 - "I Want You Back" vs. Gang Starr - "Just To Get A Rep" (Produced and mixed by DJ Yoda)
- Jackson 5 - "I Want You Back" vs. Third Eye Blind - "Semi-Charmed Life" (DJ-Guitar mix)
- Jackson 5 - "I Want You Back" vs. Third Eye Blind - "Semi-Charmed Life"
- Jay-Z feat. Pharrell - "Change Clothes" vs. 2Pac - "All Eyez on Me"
- JAY-Z - "Izzo (H.O.V.A.)" vs. Eminem - "My Name Is"
- JAY-Z - "Izzo (H.O.V.A.)" vs. Jackson 5 - "I Want You Back"
- JAY-Z - "Excuse Me Miss" vs. Rick James - "Give It To Me"
- Jean Knight - "Mr. Big Stuff" vs. Masta Ace - "Born To Roll"
- Jurassic 5 - "Jayou" vs. Billy Squier - "The Big Beat"
- Jurassic 5 - "Jayou" vs. Herbie Hancock - "Rockit"
- Kid Cudi - "Day 'N' Nite" vs. Black Eyed Peas - "Boom Boom Pow"
- Kool Moe Dee - "How Ya Like Me Now" vs. Reel 2 Real featuring The Mad Stuntman - "I Like To Move It"
- Little Richard - "Tutti Frutti" vs. Shlomo - "Beats" (Produced and mixed by DJ Yoda)
- M.I.A. - "Paper Planes" vs. Eric B. & Rakim - "Eric B. Is President (Produced and mixed by The Scratch Perverts)
- M.I.A. - "Paper Planes" vs. Wale - "Lookin' At Me"
- Marvin Gaye - "I Heard It Through The Grapevine" vs. David Bowie - "Let's Dance"
- Marvin Gaye - "I Heard It Through The Grapevine" vs. Gorillaz - "Feel Good Inc."
- Motorhead - "Ace Of Spades" vs. Noisia - "Groundhog" (DJ-Guitar mix)
- N.A.S.A. - "Strange Enough ft. Karen O, Ol' Dirty Bastard & Fatlip" vs. Isaac Hayes - "Theme From Shaft"
- Noisia - "Groundhog" Beat Juggle (Produced and mixed by The Scratch Perverts)
- Paul van Dyk - "Nothing But You" vs. Sandy Rivera and David Penn - "I Can't Stop (David Penn Remix)"
- Public Enemy - "Shut 'Em Down" vs. Beck - "Where It's At"
- Public Enemy ft. Zakk Wylde - "Bring The Noise 20XX" vs. Justice - "Genesis" (Produced and mixed by DJ Z-Trip)
- Public Enemy featuring Zakk Wylde - "Bring The Noise 20XX" (DJ-Guitar mix)
- Q-Tip - "Good Thang" vs. Billy Squier - "The Big Beat" (Produced and mixed by J. Period)
- Queen - "Another One Bites The Dust" vs. Beastie Boys - "Brass Monkey" (Produced and mixed by DJ Z-Trip)
- Queen- "Another One Bites The Dust" vs. Daft Punk - "Da Funk"
- Rihanna - "Disturbia" vs. Kid Sister - "Control"
- Rihanna - "Disturbia" vs. The Killers - "Somebody Told Me" (DJ-Guitar mix)
- Rihanna - "Disturbia" vs. The Trammps - "Disco Inferno"
- Shlomo - "Beats" vs. Billy Squier - "The Big Beat"
- Street Sweeper Social Club - "Fight! Smash! Win!" vs. Beastie Boys - "Intergalactic" (DJ-Guitar mix)
- Tears For Fears - "Shout" vs. DJ Shadow - "Six Days (Remix ft. Mos Def)"
- Tears For Fears - "Shout" vs. Eric B. & Rakim - "Eric B. Is President" (Produced and mixed by DJ Jazzy Jeff)
- Tears For Fears - "Shout" vs. Eric Prydz - "Pjanoo"
- The Aranbee Pop Orchestra - "Bittersweet Symphony (Instrumental)" vs. LL Cool J - "Rock The Bells" (Produced and mixed by DJ Jazzy Jeff)
- The Scratch Perverts Beats and Pieces (Produced and mixed by The Scratch Perverts)
- The Killers - "Somebody Told Me" vs. Eric Prydz - "Pjanoo"
- Vanilla Ice - "Ice Ice Baby" vs. MC Hammer - "U Can't Touch This"
- Vanilla Ice - "Ice Ice Baby" vs. Paula Abdul - "Straight Up"
- Wale - "Lookin' At Me" vs. Black Eyed Peas ft. Tippa Irie - "Hey Mama"
- Weezer - "Beverly Hills" vs. Evidence, The Alchemist, Aceyalone, Rakaa & 88 Keys - "Fresh Rhymes And Videotape" (DJ-Guitar mix)
- Wild Cherry - "Play That Funky Music" vs. Gang Starr - "Just To Get A Rep" (DJ-Guitar mix)